# Ad Sidera, Ad Infinitum
Ad Sidera, Ad Infinitum – album zespołu Asgaard wydany w 2000 roku nakładem wytwórni Mystic Production.

## Lista utworów
Źródło.
1. "Sadness Of Stony Angel" – 01:01
2. "The Way Of The Secret Rapture" – 08:14
3. "Mon Ange" – 07:12
4. "Love... Blood And Eternity" – 05:00
5. "I`ve Brought A Flower For You... For Us" – 05:11
6. "...About Love" – 07:38
7. "Let Me Die..." – 06:05

## Twórcy
Źródło.
- Roman Gołębiowski - perkusja
- Bartłomiej Kostrzewa - gitara, muzyka
- Wojciech Kostrzewa - instrumenty klawiszowe, muzyka
- Jacek Monkiewicz - gitara basowa
- Przemysław Olbryt - śpiew, słowa
- Honorata Stawicka - skrzypce
- Arkadiusz "Malta" Malczewski - miksowanie
- Piotr Madziar - mastering
- Grzegorz Freliga - okładka